# Tillandsia bochilensis
Tillandsia bochilensis är en gräsväxtart som beskrevs av Renate Ehlers, Werner Rauh och Elvira Angela Gross. Tillandsia bochilensis ingår i släktet Tillandsia och familjen Bromeliaceae. Inga underarter finns listade i Catalogue of Life.